# 2025年股災
2025年4月2日，受到美國總統當勞·特朗普推行關稅政策與發動貿易戰的影響，全球股市開始走低。當日，特朗普宣佈「解放日」，並推出大規模關稅措施，涵蓋美國經濟幾乎所有範疇。此舉引發全球股市，包括美國本土市場，在「解放日」後出現恐慌性拋售。這次跌勢是自2020年因2019冠狀病毒病疫情導致經濟衰退而爆發的股災以來，全球股市所經歷的最大規模下跌。
特朗普的第二次總統任期原本承接着表現強勁的美國股市，這股升勢在他上任初期維持了數星期。不過，隨着特朗普政府開始實施一連串日益強硬的貿易政策，試圖實行保護主義與經濟施壓，包括加劇與中國的貿易衝突、向加拿大與墨西哥施壓、徵收高額關稅，以及與包括加拿大在內的盟友關係惡化，市場氣氛漸趨緊張，動盪與不明朗情緒升溫。
在48小時內，道瓊斯工業平均指數急挫4000點，創下歷來首次連續兩日單日跌幅超過1500點的紀錄。日本日經平均指數暴跌近8%，觸發停市機制。加拿大多倫多證券交易所單日下跌4.8%。衡量市場恐慌程度的VIX指數倍升，衝上疫情高位的一半以上。市場對經濟衰退風險的憂慮加深，加上擔心其他國家會作出報復措施，進一步加劇市場的不穩局面。

## 背景

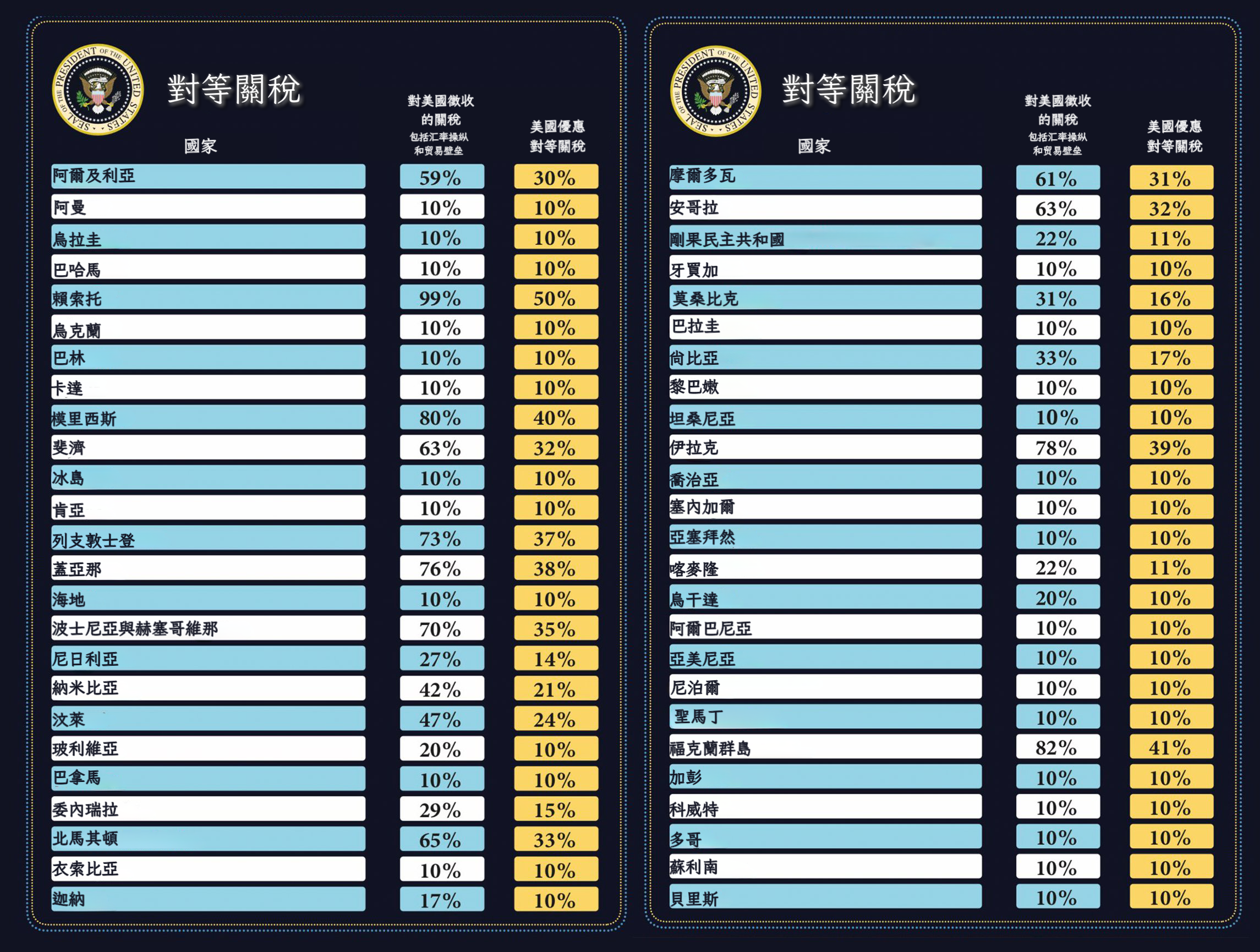
上圖是2025年4月2日由美國政府實施的部分關稅政策。值得一提的是，所謂「對美國徵收的關稅」數據其實是根據美國的貿易逆差而非實際關稅水平推算。

特朗普在第二次總統任期內大力推行經濟自主與保護主義政策，目標是促進美國本土工業發展，並縮減龐大的貿易逆差。作為實現這些目標的手段，特朗普政府開始利用關稅來施壓其他國家，促使它們增加對美國產品的購買及投資。這進一步升溫了本已緊張的中美貿易戰，美方亦對來自墨西哥及加拿大的進口商品加徵新關稅，引發新的貿易衝突。上述舉措令市場逐漸動盪，市場對潛在經濟衰退的憂慮亦日漸加劇。至2025年2月，股市已明顯轉入下行趨勢。
2025年3月21日，特朗普宣佈將4月2日定為「解放日」，當日會向所有與美國存在貿易逆差的國家徵收大規模關稅。雖然當時未有公佈具體細節，只稱關稅會更高，但市場已出現強烈反應，擔心貿易戰規模會擴大，加劇市場波動。在該宣佈前，S&P 500指數自2月高位回落，至3月13日已累跌10.1%。
特朗普選擇4月2日為「解放日」，聲稱「不想選在愚人節，否則大家不會相信我說的話」。他表示，當日會推出全球關稅措施。他援引《國際緊急經濟權力法》賦予總統的特權，單方面宣佈美國長期貿易逆差構成「國家緊急狀態」，並藉此實施新關稅。
新措施實施的涵蓋範圍之廣前所未見。主要內容包括：對幾乎所有進口貨品徵收10%的「基準關稅」，僅有部分資源類產品（例如無人居住的麥克唐納群島）獲豁免；對中華人民共和國的關稅初為54%，後上調至145%；歐盟20%；越南46%；泰國36%；日本24%；柬埔寨49%；台灣32%。
雖然過去十年經濟保護主義在美國民間日漸受到支持，但這套全面性關稅政策一經推出，便引發強烈反彈。反對者不僅包括一般民眾與主張保護主義者，亦涵蓋共和黨與民主黨官員，以及經濟學界人士。批評者指責此舉為對總統權力的濫用，將經濟政策推至極端，是美國市場「比最壞情況更差」的惡夢，甚至可能引發另一場「黑色星期一」。多國領袖亦對此表達深切關注。

## 初步衝擊

### 北美股市
特朗普於4月2日下午宣佈「解放日關稅」政策後，北美股市隨即出現劇烈反應，股市期貨即時下挫。與S&P 500掛鈎的期貨下跌3.9%，納斯達克100指數跌幅更達4.7%，道瓊斯工業平均指數期貨亦下滑2.7%。
4月3日，納斯達克綜合指數暴跌1050.44點(-5.97%)，費城半導體則暴跌427.1點(-9.88%)，成為自2019冠狀病毒病疫情疫情初期以來最嚴重的一次單日拋售。S&P 500當日亦急跌6.65%，幾乎觸發交易熔斷機制，收盤價暴跌274.45點(-4.84%)；道指跌幅則為3.98%，即1679點。小型股為主的羅素2000指數指數重挫6.59%，正式跌入熊市區間。
翌日（4月4日），中華人民共和國宣佈對美國貨品徵收34%報復性關稅，市場恐慌升溫，道指再跌2231點（5.5%），S&P 500跌幅達5.97%，連續第二日重挫，納指同日亦下跌5.8%，正式陷入熊市。
僅僅兩日內，道指累計下跌逾4000點，跌幅達9.48%；S&P 500跌幅10%，納指跌11%。兩日蒸發的市值超過6.6萬億美元，創下歷來最大規模的兩日跌市紀錄。
這亦是道指首次連續兩日每日跌超過1500點，S&P 500亦錄得歷來最差的兩日表現。同期間，被稱為「華爾街恐慌指標」的芝加哥期權交易所VIX指數飆升15點，收報45.31點，為2020年股災以來最高收市位。國際油價同樣受壓，截至4月4日跌逾7%，價格回落至2021年水平。
特朗普推出新一輪貿易保護措施，首項為對幾乎所有進口商品徵收最低10%關稅，已於4月5日（星期六）正式實施。美國股市於4月7日重開後進一步下挫，連跌三日，錄得自「黑色星期一」以來最嚴重的跌勢。當日美東時間上午10時左右，匿名帳號「Walter Bloomberg」（@Deltaone）在Twitter／X上聲稱，白宮國家經濟委員會顧問凱文·哈塞特表示政府正考慮暫停對中華人民共和國以外地區的關稅為期90日，消息一出，市場應聲大漲。不過僅約40分鐘後，帳號「Rapid Response 47」發文稱消息是假新聞，投資者情緒迅速逆轉，股市於一小時內再次下跌。當日收市時，美股較4月6日略為下跌，道指收市下跌逾300點，而納指則在單日反彈後輕微收升，創下自2008年以來最大單日回升幅度。
4月8日，美股一度顯著反彈，道指升400點，S&P 500 和納指則輕微上升不足1%。升勢主要源於特朗普宣稱美國正與日本展開貿易談判。不過數小時後，特朗普又宣佈將把對中國的關稅上調84%，令總稅率升至104%，並於當晚午夜生效。該舉迅速令市場轉向，道指回吐早段所有升幅並下跌300點，S&P和納指亦各下跌約1%及2%。
4月9日，特朗普宣佈除中華人民共和國以外的所有關稅在未來90日內降至10%，此一明確表態刺激股市大漲。然而到了4月10日，因市場對90日減稅安排的持續性缺乏信心，股市再度重挫。

### 國際股市
截至4月8日，股市對全球經濟衰退的憂慮持續升溫，導致油價重挫。西德克薩斯中間基原油跌穿每桶60美元，一度低見58.95美元，創2021年以來新低後稍作回升，但仍處於低位。布蘭特原油同日亦下跌3.7%，報每桶63.15美元，同樣跌至自2021年以來最低水平。股市普遍擔心經濟放緩將削弱對能源的需求，亦拖累其他大宗商品價格。基本金屬如銅價下跌，咖啡市場亦錄得跌勢。美國作為全球主要咖啡豆進口國，其最新關稅措施波及的地區幾乎涵蓋整個咖啡產區。
加拿大股市同樣受壓，多倫多證券交易所創業板在短短24小時內急跌3.8%，4月4日再度下挫4.6%。至4月7日，該指數跌至自去年9月6日以來的七個月低位，能源及金融股跌幅最為顯著。

#### 亞洲股市
亞洲股市方面，韓國綜合股價指數下挫逾5%。日本日經平均指數在過去一週累跌9%，4月6日更急跌7%，為自2020年3月以來最大單日跌幅，並觸發交易熔斷機制，令期貨交易一度暫停。當日更錄得歷來第三大單日點數跌幅，收市位處自2023年10月以來最低水平。不過翌日市場顯著反彈，日經平均指數回升逾1800點。在澳洲，S&P/ASX 200 指數最初數日表現相對抗跌，僅小幅下滑，惟於4月7日短短30分鐘內急挫6%。泰國方面，泰國證券交易所宣佈禁止大部分證券的沽空交易，以遏止拋售潮。新加坡海峡时报指数一度跌8.7%，创下2008年金融危机以来最大跌幅。
大中华地区股市在宣布对等关税之时处于清明节假期休市，直至4月7日迎来节后首个交易日。香港恒生指数收盘报19828.30点，下跌13.22%；上证指数跌至3100点以下，跌幅7.34%。随着上市公司陆续宣布回购增持股份，4月8日沪深两市止跌回涨，恒生指数涨回20000点，最终收报20127.68点，涨幅1.51%。之后沪深港股市涨势持续。
台灣方面，台灣加權指數以1,473億的低成交量下跌2065點，跌幅9.7%，寫史上最大跌點及跌幅，台指期貨開盤即跌停，點數自21,296點下滑至19,167點。台積電、日月光、鴻海等大型電子與半導體公司股價均重挫約10%跌停鎖死。金融股方面，以富邦金、國泰金領軍的金融類股亦難以倖免的慘吞綠棒，僅有少數股票不以跌停做收，如：龍巖與電信三雄。金管會為穩定市場，宣布暫時限制放空，並表示將視情況採取進一步穩定措施。截至4月11日，加權指數该周累計下跌超过8%。

#### 歐洲股市
泛歐斯托克600指數於4月3日至4日連跌兩日，下跌2.6%，翌日再跌3.1%。該周總跌幅達8.4%，為五年來最差一周表現。踏入新一個交易周（4月7日起），泛歐斯托克600指數再跌6%，收市時仍錄得4.54%跌幅。巴克萊銀行於同日下調對該指數年底預測，從580點調低至490點，並警告因危機前所未見，其預測「缺乏根據與架構」可依。
英國富時100指數指數4月4日暴跌近5%，創三個月新低，亦是自2020年3月疫情初期以來最大單日跌幅，僅JD Sports一股獨撐不跌。富時250指數同日跌4.4%，創16個月以來新低。4月7日開市初段富時100指數一度急跌逾6%，尾市稍為反彈，收報跌幅收窄至4.25%。
西班牙IBEX 35於4月4日大跌5.83%，為2025年最大跌幅。其後於4月7日再下跌7%，收市仍下跌5.12%，所有成份股全線受壓。

#### 非洲股市
約翰內斯堡證券交易所在特朗普對南非徵收30%關稅後，市值單日蒸發逾9%，為全年最大跌幅。

## 債券市場拋售潮
美國股市暴跌初期，債券市場一度成為避風港。4月4日，美國10年期國債收益率一度跌至3.86%，創2024年10月以來新低，市場認為這將有助於壓低按揭等貸款利率。特朗普政府表示，目標是壓低10年期收益率，以降低借貸成本，並稱這一下跌是其關稅計劃帶來的好處之一。
但情況急轉直下，債券市場隨即大幅反轉，觸發拋售潮。至4月9日早上，10年期收益率急升至4.5%，短短幾日飆升超過600個基點。30年期收益率亦暴漲至4.92%，錄得自1982年以來最大三日升幅。日本30年期國債收益率攀至21年高位，英國同期收益率則創1998年以來新高。
收益率劇烈震盪令各國官員深感震驚。日本央行、財務省與金融廳緊急召開會議，試圖平息恐慌性拋售。有交易員形容此情況為「卓慧思時刻」，回指2022年英國政府因無資金支持的減稅政策引發債市暴跌。英格蘭銀行亦臨時調整操作策略，從出售長年期債券轉為拋售短債，以減輕市場壓力。
分析指出，此輪債市重挫可能受多重因素交疊，包括通脹預期升溫、股市暴跌引發的保證金追繳，以及海外持有者（佔美國國債約三分之一）因信心動搖而大量拋售美債。

## 關稅暫緩與股市反彈
4月9日（星期三），對57個主要貿易夥伴的關稅從10%的基準上調至11%至50%。同一早上，德意志銀行外匯主管喬治·薩拉維洛斯告訴投資者：「我們正目睹所有美國資產價格的同步崩潰，包括股票、美元……以及債券市場。」他表示，如果這種混亂持續，聯邦儲備局將不得不緊急購入大量美國國債以穩定市場。多位商界高層與共和黨盟友致電特朗普政府，要求重新考慮其關稅政策。
美國財政部長斯科特·貝森特同日早上向特朗普表達對債券市場的憂慮。特朗普同意透過暫停加徵關稅來緩解壓力。對所有國家的10%基準關稅、對特定產品類別的25%關稅，以及對中華人民共和國貨品的關稅將維持不變。
關稅暫停公告由特朗普本人、貝森特及美國商務部長霍華德·盧特尼克聯名發表於真實社交帳號。特朗普其後表示：「我們當時沒有律師可諮詢……我們只是寫出來。我們是憑著心寫的，對吧？那是出自內心的文字，我覺得寫得不錯，但確實是出自內心的。」他還告訴記者：「債券市場非常詭異。我昨晚看到，有些人開始覺得不太對勁。」CNN報導指，許多白宮官員與公眾幾乎在同一時間得知關稅暫停的消息。
該公告引發歷來最強的股市反彈。S&P 500暴漲9.52%，為自2008年以來最大單日升幅。道指上漲7.87%，創2020年3月以來最大升幅，納指則大漲12.16%，為自2001年1月以來最大單日升幅、並列史上第二高。
然而，債券收益率仍然高企，至4月11日（星期五）10年期國債收益率接近4.6%。特朗普政府於星期五晚間宣佈，將對部分高需求科技產品暫時豁免對等關稅，涵蓋智能手機、電腦、半導體、太陽能電池及平面顯示器等項目。然而至4月13日（星期日），商務部長盧特尼克表示這些豁免可能只是過渡安排，並指出仍有針對性關稅即將推出：「雖然這些產品暫時不受對等關稅影響，但它們已被納入即將於一至兩個月內實施的半導體關稅範圍。」特朗普其後亦於真實社交發文，明言不會為相關產品提供任何關稅豁免，並重申這些產品將同時面對20%「芬太尼關稅」及其各自的專屬關稅。

## 指數變化
| 指數                       | 國家 | 4月3日                   | 4月3日                   | 4月4日                   | 4月4日                   | 4月7日    | 4月7日               | 4月8日    | 4月8日              | 4月9日    | 4月9日              | 4月10日   | 4月10日             |
| 指數                       | 國家 | 收盤價                   | 漲跌幅                   | 收盤價                   | 漲跌幅                   | 收盤價    | 漲跌幅               | 收盤價    | 漲跌幅              | 收盤價    | 漲跌幅              | 收盤價    | 漲跌幅              |
| -------------------------- | --- | ------------------------ | ------------------------ | ------------------------ | ------------------------ | --------- | -------------------- | --------- | ------------------- | --------- | ------------------- | --------- | ------------------- |
| 道瓊斯工業平均指數         | 美国 | 40,545.93                | ▼−1,679.39 (−3.98%)      | 38,314.86                | ▼−2,231.07 (−5.50%)      | 37,965.60 | ▼−349.26 (−0.91%)    | 37,645.59 | ▼−320.01 (−0.84%)   | 40,608.45 | ▲2,962.86 (+7.87%)  | 39,593.66 | ▼-1,014.79 (-2.50%) |
| 納斯達克綜合指數           | 美国 | 16,550.60                | ▼−1,050.44 (−5.97%)      | 15,587.79                | ▼−962.82 (−5.82%)        | 15,603.26 | ▲15.48 (+0.099%)     | 15,267.91 | ▼−335.35 (−2.15%)   | 17,124.97 | ▲1,857.06 (+12.16%) | 16,387.31 | ▼-737.66 (-4.31%)   |
| S&P 500                    | 美国 | 5,396.52                 | ▼−274.45 (−4.84%)        | 5,074.08                 | ▼−322.44 (−5.97%)        | 5,062.25  | ▼−11.83 (−0.23%)     | 4,982.77  | ▼−79.48 (−1.57%)    | 5,456.90  | ▲474.13 (+9.52%)    | 5,268.05  | ▼-188.85 (-3.46%)   |
| 羅素2000指數               | 美国 | 1,910.55                 | ▼−134.82 (−6.59%)        | 1,830.26                 | ▼−80.29 (−4.20%)         | 1,810.14  | ▼−16.89 (−0.92%)     | 1,760.71  | ▼−49.43 (−2.73%)    | 1,913.16  | ▲152.45 (+8.66%)    | 1,831.39  | ▼-81.77 (-4.27%)    |
| 歐洲斯托克50指數           | 歐元區 列表 - 奥地利 - 比利时 - 賽普勒斯 - 爱沙尼亚 - 芬兰 - 法國 - 德国 - 希腊 - 愛爾蘭 - 義大利 - 拉脫維亞 - 立陶宛 - 盧森堡 - 馬爾他 - 荷蘭 - 葡萄牙 - 斯洛伐克 - 斯洛維尼亞 - 西班牙 | 5,113.28                 | ▼−190.67 (−3.59%)        | 4,878.31                 | ▼−234.97 (−4.60%)        | 4,656.41  | ▼−221.90 (−4.55%)    | 4,773.65  | ▲117.24 (+2.52%)    | 4,622.14  | ▼-156.75 (-3.80%)   | 4,818.92  | ▲196.78 (4.26%)     |
| 德國DAX指數                | 德国 | 21,717.39                | ▼−673.45 (−3.01%)        | 20,641.72                | ▼−1,075.67 (−4.95%)      | 19,789.62 | ▼−852.10 (−4.13%)    | 20,280.26 | ▲490.64 (+2.48%)    | 19,670.88 | ▼-609.38 (-3.00%)   | 20,562.73 | ▲891.85 (+4.53%)    |
| 上海證券交易所綜合股價指數 | 中华人民共和国 | 3,342.01                 | ▼−8.12 (−0.24%)          | 因金融市場假期休市       | 因金融市場假期休市       | 3,096.58  | ▼−245.43 (−7.34%)    | 3,145.55  | ▲48.97 (+1.58%)     | 3,186.81  | ▲41.26 (+1.31%)     | 3,223.64  | ▲36.83 (+1.16%)     |
| 恒生指數                   | 香港 | 22,849.81                | ▼−352.72 (−1.52%)        | 因清明節休市             | 因清明節休市             | 19,828.30 | ▼−3,021.51 (−13.22%) | 20,127.68 | ▲+299.38 (+1.51%)   | 20,264.49 | ▲+136.81 (+0.68%)   | 20,681.78 | ▲+417.29 (+2.06%)   |
| 日經平均指數               | 日本 | 34,735.93                | ▼−989.94 (−2.77%)        | 33,780.58                | ▼−955.35 (−2.75%)        | 31,136.58 | ▼−2,644.00 (−7.83%)  | 33,012.58 | ▲+1,876.00 (+6.03%) | 31,714.03 | ▼-1,298.55 (-3.93%) | 34,609.00 | ▲+2,894.97 (+8.36%) |
| 韓國綜合股價指數           | | 2,486.70                 | ▼−19.16 (−0.76%)         | 2,465.42                 | ▼−21.28 (−0.86%)         | 2,328.20  | ▼−137.22 (−5.57%)    | 2,334.23  | ▲+6.03 (+2.06%)     | 2,293.70  | ▼-40.53 (-1.74%)    | 2,445.06  | ▲+151.36 (+6.19%)   |
| 台灣加權指數               | 臺灣 | 因兒童節與清明節連假休市 | 因兒童節與清明節連假休市 | 因兒童節與清明節連假休市 | 因兒童節與清明節連假休市 | 19,232.35 | ▼−2,065.87 (−9.70%)  | 18,459.95 | ▼−772.40 (−4.02%)   | 17,391.76 | ▼−1,068.19 (−5.79%) | 19,000.03 | ▲+1,608.27 (+9.25%) |
| S&P/ASX 200 指數           | | 7,859.70                 | ▼−75.00 (−0.94%)         | 7,667.80                 | ▼−192.20 (−2.44%)        | 7,343.30  | ▼−324.50 (−4.23%)    | 7,510.00  | ▲+166.70 (+2.27%)   | 7,375.00  | ▼-135.00 (-1.80%)   | 7,709.60  | ▲+334.60 (+4.34%)   |
| S&P/TSX 證券交易所綜合指數 | 加拿大 | 24,335.77                | ▼−971.41 (−3.84%)        | 23,193.47                | ▼−1,142.30 (−4.70%)      | 22,859.46 | ▼−334.01 (−1.44%)    | 22,506.90 | ▼−352.56 (−1.54%)   | 23,727.03 | ▲+1,220.13 (+5.42%) | 23,014.87 | ▼-712.16 (-3.00%)   |
| 越南胡志明證交所指數       | 越南 | 1,229.84                 | ▼−87.99 (−6.68%)         | 1,210.67                 | ▼−19.17 (−1.56%)         | 1,132.79  | ▼−77.88 (−6.43%)     | 1,094.30  | ▼−38.49 (−3.40%)    | 1,168.34  | ▲+74.04 (+6.77%)    | 1,222.46  | ▲+54.12 (+4.63%)    |

## 反應

### 共和黨官員
在「解放日」美股暴跌後，總統特朗普於4月3日仍為其關稅政策辯護，聲稱「一切進行得非常順利」，並說：「市場會繁榮，股票會繁榮，國家也會繁榮」。翌日，他在社交媒體向投資者喊話：「我的政策永不改變。現在正是發財的最佳時機，比以往任何時候都更能致富！！！」財政部長貝森特在4月6日則表示，他認為「沒理由認定我們正邁向衰退」。
不過，特朗普陣營內部出現異聲。曾擔任其經濟顧問的史蒂芬·摩爾警告：「問題是，美國人民與共和黨選民的痛苦底線在哪裡？」他補充：「我們都已經賠了很多錢。」曾於2024年美國總統選舉公開支持特朗普投資人比爾·阿克曼也稱，若政策不變，「企業投資將陷入停滯，消費者也會緊縮開支」。德克薩斯州參議員泰德·克魯茲更形容，一旦經濟衰退，「2026年中期選舉恐被血洗」，並指出該政策「將摧毀本土就業，重創美國經濟」。
儘管如此，美國聯儲局主席傑羅姆·鮑威爾拒絕應特朗普要求，啟動緊急降息措施。4月4日，特朗普更在社交平台上傳影片，聲稱他正在「故意讓股市崩盤」，以迫使聯儲局降息。

### 民主黨官員
民主黨全國委員會主席肯·馬丁將股災歸咎於特朗普，批評他「正親手將經濟推向脫軌」。眾議院民主黨領袖哈基姆·傑弗里斯亦同樣歸咎於總統的政策。

### 高爾夫之行爭議
儘管市場正陷入動盪，特朗普仍照計劃前往佛羅里達州海湖莊園度假村打高爾夫球並出席募款活動，招致廣泛批評。4月7日，他在社交平台回應說：「別當個恐慌仔（這是個由懦弱又愚蠢的人組成的新黨）！」
加利福尼亞州參議員亞當·希夫在NBC節目《與媒體見面》上批評：「民眾眼睜睜看著退休金化為烏有，而他卻還在球場上揮桿。」

### 內幕交易疑雲
4月9日，亞當·希夫呼籲美國國會展開內幕交易調查。他指控特朗普政府內部預知政策走向，在特朗普及夫人梅拉尼亞·特朗普推出迷因幣之際，圖利於市。當天稍早，特朗普曾在真實社交上向追隨者喊話：「現在是買進的大好時機！！！DJT」，暗示投資股市。
同日下午1時，亦即他宣佈暫緩關稅前20分鐘，市場交易量突然激增。外界不清楚此異常波動是否與當時的國債拍賣有關，還是涉及內線交易。

### 國際

#### 德国
面前美國大規模加徵關稅，總理奧拉夫·朔爾茨指「這是對全球貿易秩序的攻擊……而這個秩序，其實正是美國一手促成的」。

#### 澳大利亚
總理安東尼·阿爾巴尼斯則針對位於南冰洋、無人居住的赫德島和麥克唐納群島也遭美國徵稅一事表示：「這正好說明，地球上沒有任何角落是安全的。」受此衝擊，澳洲股市於4月7日出現大幅下挫。

#### 中华人民共和国
「解放日」當天，中方宣佈對美國徵收34%報復性關稅，自4月10日生效，以回應美方針對中方產品的關稅措施。特朗普則在真實社交發文回應稱：「中國慌了，他們錯估了情勢——這正是他們最不能承受的錯誤！」暗示不會解除對華關稅，導致股市再度下跌。中國股市與全球其他市場同步，大幅下滑。為應對局勢，北京暫停部分美國商品進口，並對稀土及多項技術實施出口限制。外交部發言人林劍形容美方行為為「保護主義霸凌」，呼籲美國企業主動維護全球供應鏈的穩定。4月7日至8日，中华人民共和国国有企业陆续宣布看好中国资本市场发展前景，决定增持股份以维护市场稳定。除国企外，民营企业亦加入到股份回购的行列。截至4月11日，有157家A股上市公司宣布股份回购计划。

### 企業界
受市場劇烈波動影響，Klarna、Chime和StubHub均決定暫緩原定的首次公開招股計劃。